# Секи Мацунага
Секи Мацунага (јап. 松永 碩; 25. јун 1928 — 4. март 2013) био је јапански фудбалер.

## Каријера
Током каријере играо је за Хитачи.

## Репрезентација
За репрезентацију Јапана дебитовао је 1951. године.

## Статистика
| Јапан  | Јапан | Јапан |
| Год.   | Ута.  | Гол.  |
| ------ | ----- | ----- |
| 1951   | 1     | 0     |
| Укупно | 1     | 0     |